# Мечоносець (фільм)
«Мечоносець» — російський художній фільм 2006 року, фантастичний трилер Філіпа Янковського за мотивами однойменного роману Євгенія Даниленка.

## Зміст
Саша наділений надлюдськими здібностями. Він є втіленням справедливості і немає у негідників такої сили, щоб зупинити його караючу десницю. За кожний злочин він віддасть бандитам сповна. І чим більше вони грішили, тим сильнішою буде кара. Та увесь світ проти Саші, адже навіть хороші люди не можуть сприйняти його і бояться. І тільки одна дівчина, нічого не знаючи про його суперсили, просто закохалася в звичайного і привабливого хлопця.

## Ролі
| Актор              | Роль              |
| ------------------ | ----------------- |
| Артем Ткаченко     | Саша / Мечоносець |
| Чулпан Хаматова    | Катя              |
| Олексій Горбунов   | Клим              |
| Тетяна Лютаєва     | Белла             |
| Леонід Громов      | Рощин             |
| Олексій Жарков     | батько            |
| Дмитро Мухамадієв  |                   |
| Надія Маркіна      | мати Сашка        |
| Єгор Пазенко       |                   |
| Олена Башуєва      |                   |
| Андрій Біланом     |                   |
| Іван Колесников    |                   |
| Микола Шатохін     | священик          |
| Олександр Тютрюмов | Боров             |
| Ліна Міримська     |                   |
| Федя Черних        | Саша в дитинстві  |
| Олександр Ноткин   |                   |
| Дмитро Піддубний   |                   |

## Цікаві факти
- Прем'єра фільму відбулася 12 жовтня 2006 року.
- Згодом за мотивами фільму була випущена однойменна комп'ютерна гра, частково доповнює сюжет фільму.
- В одному з епізодів, коли Саша, ще будучи радянським школярем, йде по шкільному спортзалу, на підлозі можна бачити російський триколор.